# Julbernardia seretii
Julbernardia seretii är en ärtväxtart som först beskrevs av De Wild., och fick sitt nu gällande namn av Georges M.D.J. Troupin. Julbernardia seretii ingår i släktet Julbernardia och familjen ärtväxter. Inga underarter finns listade i Catalogue of Life.